# Laurila (Keminmaa)
Laurila – wieś w gminie Keminmaa w Laponii w Finlandii. Stanowi centrum administracyjne gminy. Leży na prawym brzegu Kemijoki, w pobliżu jej ujścia do Zatoki Botnickiej, na północ od Kemi. Po przeciwnej stronie rzeki znajduje się wieś Lautiosaari.
We wsi znajduje się nieczynna węzłowa stacja kolejowa na liniach Oulu – Tornio oraz Laurila – Kelloselkä.